# تپه نالوس ۱
تپه نالوس ۱ مربوط به هزاره اول قبل از میلاد است و در شهرستان اشنویه، بخش نالوس، دهستان اشنویه جنوبی، روستای نالوس واقع شده و این اثر در تاریخ ۷ اسفند ۱۳۸۵ با شمارهٔ ثبت ۱۷۶۹۵ به‌عنوان یکی از آثار ملی ایران به ثبت رسیده است.